# 薛锈
薛锈（8世纪—737年5月25日），河东郡汾阴县（今山西省运城市万荣县）人出自河东薛氏西祖第三房，唐朝驸马、官员。
高祖父薛德元，封庐奴（县）候，官至相州刺史。曾祖父薛怀安，赠庆州刺史。祖父薛瑊，赠绛州刺史。父亲薛儆娶唐睿宗之女鄎国公主。薛锈官至光祿卿，开元十六年（728年）五月初六日封薛锈娶唐玄宗之女唐昌公主，婚礼于光顺门外举行，薛锈的堂妹薛氏是太子李瑛的太子妃。
开元二十五年（737年）四月，咸宜公主的丈夫楊洄向唐玄宗奏太子李瑛、鄂王李瑶、光王李琚，與薛锈潛搆異謀，欲害壽王李瑁。四月乙丑（737年5月25日），薛锈被处以流刑，流放瀼州。薛锈行至蓝田驿时被赐死。

## 备注
1. ↑  《新[1]》、《旧唐书[2]》皆称薛锈为太子妃薛氏兄。两人实为堂兄妹，祖父为薛瑊。